# EA Vancouver
EA Vancouver (tidigare EA Canada och även EA Burnaby) är en datorspelsutvecklare som finns i Burnaby, British Columbia. Utvecklingsstudion öppnades i januari 1983 och är EA:s största studio. EA Vancouver sysselsätter mer än 1 800 människor (december 2008).

## Historia
EA Vancouver är en stor studio hos den amerikanska spelmjukvarujätten Electronic Arts eller EA, som har flera andra icke-amerikanska bolag runt om i världen. EA, med huvudkontor i Redwood City, Kalifornien, hade förvärvat EA Vancouver år 1991 för 11 USD miljoner när den kanadensiska företaget då kallades Distinctive Software. Vid tidpunkten för verksamheten förvärvet var Distinctive Software noteras för att utveckla ett antal racing och sport-spel som publiceras under Accolades varumärke. EA Vancouver, har utvecklat många EA Games, EA Sports- och EA Sports BIG-spel.
Under tiden 2002-2008 fanns EA Black Box  som en del av EA Vancouver efter EA övertagit Black Box Games. Det blev en självständig EA-studio 2005. Sedan starten har EA Black Box varit hem till Need for Speed, bland annat.

## Utvecklade spel
Nedan följer en lista på spel EA Vancouver och EA Black Box har utvecklat. Objekt med en asterisk (*) anger att de är kända för att vara närvarande på det projektet.

### EA Games
Spel som utvecklats för publicering av EA Games/EA (EA övergav senare etiketten "EA Games", och använder nu bara "EA" istället):
| Spel                                   | Utgivningsdatum   | Plattform |
| -------------------------------------- | ----------------- | --- |
| Need for Speed: Road Challenges        | 4 maj 1999        | Windows, Playstation, Playstation Portable |
| Need for Speed: Hot Pursuit 2          | 30 oktober 2002   | Windows, Playstation 2, Xbox, Gamecube |
| Need for Speed: Underground            | 17 november 2003  | Windows, Playstation 2, Xbox, Gamecube, Game Boy Advance |
| James Bond 007: Everything or Nothing  | 27 februari 2004  | Playstation 2, Xbox, Gamecube, Game Boy Advance |
| Def Jam: Fight for NY                  | 1 oktober 2004    | Playstation 2, Xbox, Gamecube |
| Need for Speed: Underground 2          | 9 november 2004   | Windows, Playstation 2, Xbox, Gamecube, Game Boy Advance, Nintendo DS, Mobiltelefon                                                                               |
| Need for Speed: Underground: Rivals    | 18 mars 2005      | Playstation Portable |
| Marvel Nemesis: Rise of the Imperfects | 20 september 2005 | Playstation 2, Xbox, Gamecube, Playstation Portable, Nintendo DS                                                                                                  |
| Need for Speed: Most Wanted            | 11 november 2005  | Windows, Xbox 360, Playstation 2, Xbox, Gamecube, Playstation Portable, Nintendo DS, Game Boy Advance, Mobiltelefon                                               |
| Need for Speed: Most Wanted: 5-1-0     | 11 november 2005  | Playstation Portable |
| Need for Speed: Carbon                 | 31 oktober 2006   | Windows, Mac OS, Playstation 3, Xbox 360, Nintendo Wii, Playstation 2, Xbox, Gamecube, Zeebo99, Game Boy Advance, Nintendo DS, Playstation Portable, Mobiltelefon |
| Need for Speed: Carbon: Own the City   | 31 oktober 2006   | Playstation Portable, Nintendo DS, Game Boy Advance |
| EA Replay                              | 16 mars 2007      | Playstation Portable |
| Skate                                  | 28 september 2007 | Xbox 360, Mobiltelefon |
| Skate                                  | 5 oktober 2007    | Playstation 3 |
| EA Playground                          | 2 november 2007   | Wii, Nintendo DS |
| Medal of Honor: Heroes 2               | 30 november 2007  | Wii, Playstation Portable |
| Need for Speed: ProStreet              | 23 november 2007  | Windows, Playstation 3, Xbox 360, Wii, Playstation 2, Playstation Portable, Nintendo DS, Mobiltelefon                                                             |
| Need for Speed: Undercover             | 21 november 2008  | Windows, Playstation 3, Xbox 360, Wii, Playstation 2, Playstation Portable, Nintendo DS, N-Gage 2.0, Iphone OS, Ipod Touch                                        |
| Skate It                               | 20 november 2008  | Wii, Nintendo DS |
| Skate 2                                | 23 januari 2009   | Playstation 3, Xbox 360 |
| The Sims 3                             | 4 juni 2009       | Mac OS X, Windows |
| MySims Racing                          | 19 juni 2009      | Nintendo Wii, Nintendo DS |
| The Sims 3: Destination Världen        | 20 november 2009  | Mac OS X, Windows |
| The Sims 3: Lyx & Design               | 4 februari 2010   | Mac OS X, Windows |
| The Sims 3: Drömjobb                   | 3 juni 2010       | Mac OS X, Windows |
| The Sims 3: Kvällsnöjen                | oktober 2010      | Mac OS X, Windows |

### EA Sports
Spel som utvecklats för publicering av EA Sports:
- 3 on 3 NHL Arcade
- 2006 FIFA World Cup
- FIFA 06
- FIFA 06: Road to FIFA World Cup
- FIFA Manager 06
- FIFA 07
- FIFA 08
- FIFA 09
- FIFA 10
- FIFA 11
- FIFA 12
- FIFA 13
- FIFA 14
- FIFA 15
- FIFA 16
- FIFA 17
- FIFA 18
- FIFA 19
- FIFA 20
- FIFA 21
- Fight Night: Round 4
- Facebreaker
- Celebrity Sports Showdown
- Cricket 07
- Cricket 09
- Knockout Kings
- Madden NFL 2007 (Wii)
- MVP 06 NCAA Baseball
- NBA Live 2003
- NBA Live 2004
- NBA Live 2005
- NBA Live 06
- NBA Live 07
- NBA Live 08
- NBA Live 09
- NCAA March Madness
- NHL 06
- NHL 07
- NHL 08
- NHL 09
- NHL 10
- NHL 11
- NHL 12
- NHL 13
- NHL 14
- NHL 15
- NHL 16
- NHL 17
- NHL 18
- NHL 19
- NHL 20
- NHL 21
- NHL Slapshot
- Rugby 06
- Rugby 08
- Total Club Manager 2005
- UEFA Euro 2004
- UEFA Euro 2008
- EA Sports Tennis 2010

### EA Sports BIG
Spel som utvecklats för publicering av EA Sports BIG:
- Def Jam Vendetta
- FaceBreaker
- FIFA Street
- FIFA Street 2
- FIFA Street 3
- NBA Street
- NBA Street Vol. 2[3]
- NBA Street V3
- NBA Street Showdown
- NBA Street Homecourt
- NFL Street
- NFL Street 3
- NFL Tour
- SSX
- SSX Tricky
- SSX 3
- SSX On Tour

### Fotnoter
1. ↑  härlett från: EA Black Box.[källa från Wikidata]
2. ↑  Canadian Broadcasting Corporation 12 december 2008 - Electronic Arts cancels planned Vancouver expansion
3. ↑  admin (31 januari 2023). ”NBA Street Vol 2 Cheats For PS2” (på engelska). GodCheat - Game Cheats & Codes. Arkiverad från originalet den 5 april 2023. https://web.archive.org/web/20230405193838/https://godcheat.com/nba-street-vol-2-cheats/. Läst 5 april 2023.